# Zelena Huta, Jovkva
Zelena Huta (în ucraineană Зелена Гута) este un sat în comuna Potelîci din raionul Jovkva, regiunea Liov, Ucraina.

## Demografie
Componența lingvistică a localității Zelena Huta
     Ucraineană (99,59%)
     Alte limbi (0,41%)
Conform recensământului din 2001, majoritatea populației localității Zelena Huta era vorbitoare de ucraineană (99,59%), existând în minoritate și vorbitori de alte limbi.